# Ksawery Bronikowski
Ksawery Bronikowski (ur. w 1796 w Mogilnie, zm. 28 marca 1852 w Paryżu) – polski działacz polityczny i publicysta.

## Życiorys
Początkowo związany z Galicją. W 1817 przeniósł się do Warszawy, gdzie nawiązał współpracę z konspiracją niepodległościową. Był jednym z założycieli Związku Wolnych Polaków oraz współredaktorem czasopisma głoszącego poglądy liberalne – „Dekada Polska”. Władze zaborcze nie były przychylnie nastawione do tej działalności, w związku z czym Bronikowski najpierw trafił do więzienia, gdzie przebywał w latach 1823–1824, a potem został oddany pod dozór policyjny.
Później związał się jako publicysta z pismami „Gazeta Polska” oraz „Kurier Polski”. Współpracował m.in. z Maurycym Mochnackim, który wciągnął go do spisku Piotra Wysockiego, przygotowującego wówczas powstanie zbrojne. Podczas tego przedsięwzięcia Bronikowski był współzałożycielem i wiceprezesem Towarzystwa Patriotycznego, które powstało 1 grudnia 1830.
W 1831 wyjechał z Warszawy i wstąpił do armii jako ochotnik (do kapitulacji wiceprezydent Warszawy). Na emigracji związany był pierwotnie z Joachimem Lelewelem, a następnie z Hotelem Lambert.
W latach 1833–1835 redagował czasopismo „Feniks”, a w latach 1834–1839 był współredaktorem „Kroniki Emigracji Polskiej”. Od 1839 wydawał pismo „La Revue Slave”. Ponadto był inicjatorem wydawnictwa „Pamiętniki Polskie” (1844) i dyrektorem Szkoły Polskiej w Paryżu (Francja).

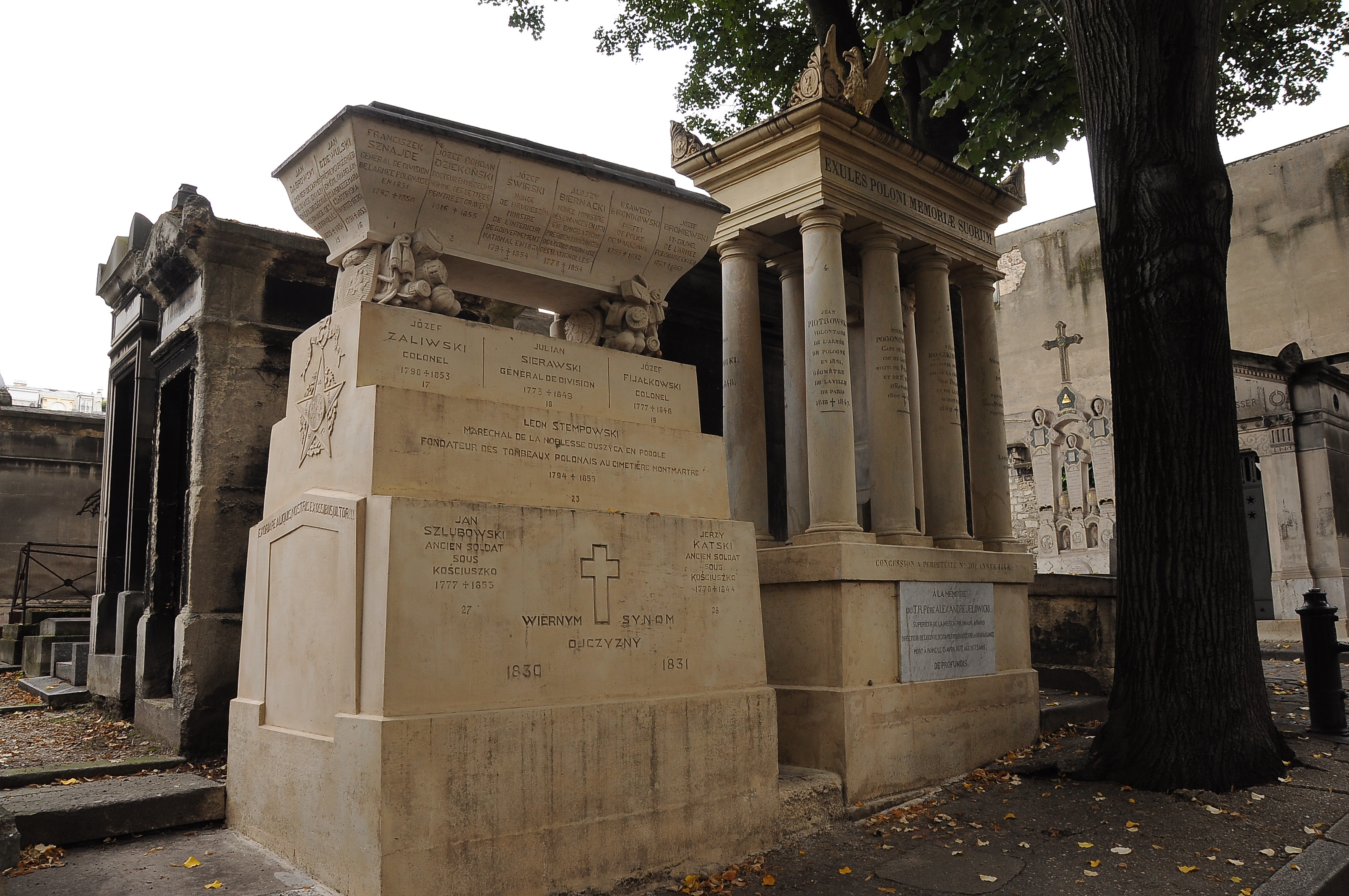
Grób na cmentarzu Montmartre (po lewej stronie)

Pochowany na Cmentarzu Montmartre w Paryżu.

## Literatura dodatkowa
- Helena Wieckowska: Bronikowski Ksawery. W: Polski Słownik Biograficzny. T. 2: Beyzym Jan – Brownsford Marja. Kraków: Polska Akademia Umiejętności – Skład Główny w Księgarniach Gebethnera i Wolffa, 1936, s. 468–470. Reprint: Zakład Narodowy im. Ossolińskich, Kraków 1989, ISBN 83-04-03291-0.